# Aifric Keogh
Aifric Keogh (9 de julho de 1992) é uma remadora irlandesa, medalhista olímpica.

## Carreira
Keogh conquistou a medalha de bronze nos Jogos Olímpicos de Verão de 2020 em Tóquio com a equipe da Irlanda no quatro sem feminino, ao lado de Eimear Lambe, Fiona Murtagh e Emily Hegarty, com o tempo de 6:20.46.